# Rod Evans
Roderick (Rod) Evans (Slough, 19 januari 1947) is een Britse zanger en een ex-lid van Deep Purple. Hij maakte deel uit van de originele line-up uit 1968, maar twee jaar en drie albums later werd hij ontslagen omdat zijn zangstijl niet paste bij de hardrock-ambities van de band. Bovendien wilde Evans graag naar de Verenigde Staten verhuizen. Zijn vervanger in Deep Purple Ian Gillan sloeg meteen aan bij het publiek en is een van de boegbeelden van de band.

## Deep Purple
Toen Deep Purple in 1968 werd opgericht werd Rod Evans volgens de originele bassist Nick Simper na audities van tientallen zangers aangenomen bij de band. Het bekendste nummer met Evans als zanger is Hush, dat een vierde plaats behaalde in de US Billboard charts van oktober 1968. Met Evans als zanger werden drie studioalbums opgenomen: Shades of Deep Purple (1968), The Book of Taliesyn (1968) en Deep Purple (1969).

## Na Deep Purple
Na Deep Purple nam Evans een solo single op onder de titel  "Hard To Be Without You", en richtte vervolgens samen met Bobby Caldwell (ex-Johnny Winter), Lee Dorman  en Larry "Rhino" Reinhardt (beide ex-Iron Butterfly) de band Captain Beyond op. Na twee albums, Captain Beyond (1972) en Sufficiently Breathless (1973) verliet Evans Captain Beyond, en verliet tevens de muziek om manager te worden in een Amerikaans ziekenhuis.

## Bogus Deep Purple
In 1980 werd Evans door een bedrijf benaderd om een nieuwe band onder de naam Deep Purple op te richten. Hij toerde vervolgens enige tijd met deze band, door de fans wel "Bogus Deep Purple" (Nep Deep Purple) genoemd, naast Evans als zanger bestaande uit Tony Flynn (gitaar), Tom de Rivera (bas), Geoff Emery (keyboards), en Dick Jurgens III (drums), waarbij enkele optredens in rellen eindigden. Het management van de echte band Deep Purple klaagde vervolgens Evans aan wegens het ongeautoriseerd gebruik van de bandnaam, gegeven het feit dat hij de enige van de nepband was die royalty's ontving (van de eerste drie albums) en dus mogelijkerwijs als enige van hen aanspraak zou kunnen maken op de bandnaam. Evans werd veroordeeld tot het betalen van ruim $600.000 (equivalent van ruim $2.000.000 in 2018) bestaande uit schadevergoeding en boete. Gezien hij dit bedrag niet op kon brengen moest Evans als compensatie afzien van toekomstige royalty's van zijn bijdragen aan Deep Purple's eerste albums.
Na de verloren rechtszaak verliet Evans het publieke leven. In 2015 vertelde de drummer van Captain Beyond Bobby Caldwell in een interview dat hij contact had met Evans en dat die in de medische wereld werkte.
Op 8 april 2016 werd Rod Evans opgenomen in de Rock and Roll Hall of Fame als lid van Deep Purple. Hij verscheen niet op de ceremonie.
Ian Paice · Roger Glover · Ian Gillan · Steve Morse · Don Airey

Jon Lord † · Ritchie Blackmore · Rod Evans · Nick Simper · David Coverdale · Glenn Hughes · Tommy Bolin † · Joe Lynn Turner · Joe Satriani
- Bibliothèque nationale de France: cb16553884p (data)
- International Standard Name Identifier: 0000 0001 3385 2224
- Library of Congress Control Number: n92102745
- MusicBrainz: ed031718-b94c-403d-8a89-438e355db488
- Nationale Bibliotheek van Tsjechië: xx0053341
- Virtual International Authority File: 215019830